# Sanford Meisner
Sanford Meisner , né le 31 août 1905 et mort le 2 février 1997, est un acteur et professeur d'art dramatique américain, connu pour avoir développé la méthode d'apprentissage de l'art dramatique aujourd'hui appelée technique Meisner. Par rapport au système Stanislavski, auquel il avait été exposé au Group Theatre (en) de New York, son approche se distingue par un abandon complet de l'usage de la mémoire émotionnelle (en), au profit de la « réalité du faire ».

## Jeunesse et formation
Né à Brooklyn, Sanford Meisner est le premier enfant du fourreur Hermann Meisner et de Bertha Knoepfler, tous deux immigrés juifs originaires de Hongrie. Le couple a par la suite trois autres enfants, Jacob, Ruth et Robert. La santé fragile du jeune Sanford motive un voyage de la famille dans les montagnes Catskill ; au cours de ce séjour, son frère Jacob contracte la tuberculose bovine en buvant du lait non pasteurisé et meurt quelque temps après. Dans une interview de 1987, Meisner décrira cet événement comme « l'influence émotionnelle majeure de ma vie, à laquelle je n'ai jamais échappé après toutes ces années » . Se sentant coupable de la mort de son frère, dont ses parents le tiennent pour responsable, le jeune Sanford devient solitaire et réservé.
Il trouve une échappatoire en jouant du piano familial, ce qui l'amène à étudier à l'institut musical Damrosch (actuelle Juilliard School) pour devenir pianiste de concert. La Grande Dépression conduit toutefois son père à le retirer de l'école de musique pour qu'il aide aux activités de l'entreprise familiale dans le Garment District de New York. Meisner rapportera plus tard que son seul moyen d'endurer les longues journées passées à traîner des rouleaux de tissu était de se repasser en esprit toutes les œuvres classiques pour piano étudiées à l'école de musique. Selon lui, cette expérience l'aide à développer, à l'âge de vingt ans, une perception aiguë des sons, proche de l'oreille absolue. Par la suite, en tant que professeur de théâtre, il évaluera souvent le jeu de scène de ses élèves les yeux fermés et la tête entre les mains, afin d'écouter plus attentivement leur travail et d'en jauger l'authenticité à chaque instant.
Après avoir obtenu son diplôme d'études secondaires, Meisner embrasse une carrière professionnelle dans le théâtre, auquel il voue un intérêt particulier depuis son adolescence. Il est alors déjà monté sur les planches à la Settlement House de la Chrystie Street (en), dans le Lower East Side, sous la direction de Lee Strasberg, qui jouera par la suite un rôle important dans sa trajectoire. À 19 ans, Meisner apprend que la Theatre Guild (en) embauche des adolescents, et, après une brève entrevue, il est pris comme figurant dans They Knew What They Wanted. Profondément marqué par cette expérience, il se rend compte qu'il a toujours eu pour ambition de s'adonner à l'art dramatique. Avec Strasberg, il apparaît par la suite dans The Garrick Gaieties (en), une revue de Richard Rodgers et Lorenz Hart dont est issue la chanson Manhattan (en).

## Group Theatre

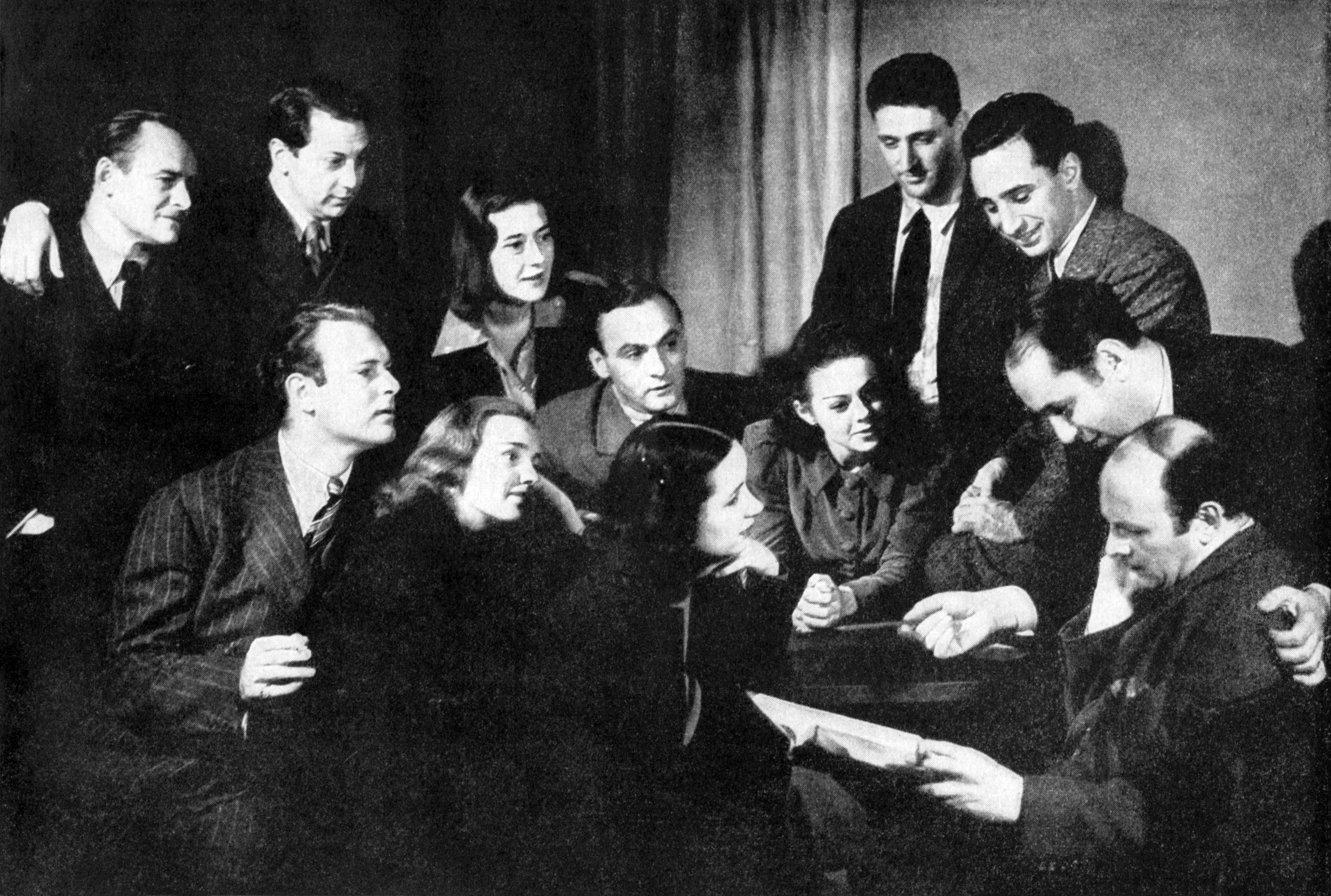
Sanford Meisner (dernier rang, au centre) avec des membres du Group Theatre en 1938.

Malgré les réticences de ses parents, Meisner persiste dans sa volonté de faire carrière dans le théâtre, recevant une bourse pour étudier à l'école de la Theatre Guild. Il y retrouve Harold Clurman (en) et Lee Strasberg. Celui-ci deviendra par la suite un autre des théoriciens de l'art dramatique les plus influents du siècle et le père de la Méthode, une technique de jeu dérivée, comme celle de Meisner, du système de Constantin Stanislavski. Les trois hommes se lient d'amitié. En 1931, Clurman, Strasberg et Cheryl Crawford, autre membre de la Theatre Guild, sélectionnent 28 acteurs, dont Meisner, pour former le Group Theatre (en). Cette troupe exerce une influence sur tout l'art dramatique aux États-Unis. Meisner passe l'été 1936 avec le Group Theatre au Pine Brook Country Club (en), leur quartier général de répétition, dans la campagne de Nichols (Connecticut).
Meisner, comme un certain nombre d'autres acteurs de la troupe, finit par développer une certaine rétivité face aux exercices de mémoire émotionnelle (en) prônés par Strasberg. Le retour en 1934 d'une autre membre de la troupe, Stella Adler, partie prendre des cours particuliers avec Stanislavski à Paris, oriente Meisner vers une autre voie. Selon Adler, Stanislavski en est venu à croire que, dans le cadre d'un processus de répétition, se servir de ses souvenirs comme source d'émotion ne doit être qu'un ultime recours : l'acteur devrait plutôt chercher à développer les pensées et les sentiments du personnage par l'action physique, une utilisation approfondie de l'imagination et une croyance dans les « circonstances données » du texte. Sur la base de ces principes, Meisner commence alors à développer une nouvelle approche de l'art dramatique.

## Neighborhood Playhouse School of the Theatre
Après la dissolution du Group Theatre en 1940, Meisner prend la direction du programme d'art dramatique à la Neighborhood Playhouse School of the Theatre, où il enseigne depuis 1935. Il trouve dans l'enseignement un épanouissement similaire à celui qu'il a éprouvé en jouant du piano durant son enfance. À la Neighborhood Playhouse, il a développé sa propre méthode d'art dramatique en se fondant sur le système de Stanislavski, sa formation avec Lee Strasberg et les explications de Stella Adler sur l'usage de l'imagination. Cette approche est aujourd'hui connue sous le nom de technique Meisner. C'est également au cours de ces premières années à la Neighborhood Playhouse que Meisner contracte un bref mariage avec la jeune actrice Peggy Meredith, qui apparaît dans plusieurs productions de Broadway.
D'autres ex-membres du Group Theatre, Elia Kazan et Robert Lewis (en), fondent avec Cheryl Crawford l'Actors Studio. Alors que Strasberg n'est initialement pas invité à rejoindre le groupe, Meisner est l'un des premiers instructeurs à enseigner au studio. Toutefois, en 1951, Strasberg devient le directeur artistique du groupe après le départ de Kazan, qui déménage à Hollywood pour se concentrer sur sa carrière de réalisateur. Dans les années qui suivent, de nombreux étudiants de l'Actors Studio accèdent à la célébrité dans l'industrie cinématographique. L'insistance ultérieure de Strasberg sur le fait qu'il les a formés afflige profondément Meisner, suscitant envers son ex-mentor une animosité qui durera jusqu'à la mort de ce dernier.

## Meisner/Carville School of Acting
En 1983, Meisner et son compagnon de longue date James Carville fondent la Meisner/Carville School of Acting sur l'île caribéenne de Bequia. Des étudiants du monde entier y participent chaque été à un programme intensif sous la direction de Meisner. L'école ouvre également une antenne à North Hollywood en 1985 : Meisner partage dès lors son temps entre la Neighborhood Playhouse de New York et les deux écoles. Au printemps 1995, la Meisner/Carville School of Acting est remplacée par le Sanford Meisner Center for the Arts, à la fois école et troupe de théâtre à North Hollywood, fondée par Meisner, James Carville et Martin Barter. Les diplômés de la formation de deux ans dispensée par Meisner peuvent y auditionner pour intégrer la troupe, qui devient un incontournable de la scène théâtrale de Los Angeles pendant de nombreuses années. Meisner assiste à chaque répétition et à chaque représentation de la troupe jusqu'à sa mort.

## Étudiants notables
Tout au long de sa carrière, Meisner accompagne et enseigne à des acteurs devenus célèbres par la suite, à l'image de ses principaux assistants Sydney Pollack et Charles E. Conrad (en). Sa technique étant utile non seulement pour les acteurs, mais aussi pour les réalisateurs, les écrivains et les enseignants, un certain nombre d'entre eux se forment également auprès de lui, parmi lesquels les réalisateurs Sidney Lumet et John Frankenheimer et les écrivains Arthur Miller et David Mamet. Au moins 37 élèves de Meisner ont été nommés aux Oscars ou les ont remportés.

## Apparitions au cinéma et à la télévision
Bien qu'il soit rarement apparu au cinéma, Meisner a joué dans Tendre est la nuit, Du sang en première page et Mikey et Nicky . L'épisode Nuit blanche à Chicago (Sleepless in Chicago) de la première saison d'Urgences lui offre son dernier rôle d'acteur. Noah Wyle, qui joue à ses côtés, qualifiera l'expérience de moment fort de sa carrière.
| Année | Titre                    | Rôle                       |
| ----- | ------------------------ | -------------------------- |
| 1959  | Du sang en première page | Phil Stanley               |
| 1962  | Tendre est la nuit       | Docteur Franz Gregorovious |
| 1976  | Mikey et Nicky           | Dave Resnick               |

## Vie personnelle et mort
Les deux mariages de Meisner, respectivement avec Peggy Meredith (née Meyer) et Betty Gooch, se soldent par un divorce. Bisexuel, Meisner passe le reste de sa vie avec son compagnon James Carville.
En 1970, Meisner se voit diagnostiquer un cancer de la gorge et subit une laryngectomie. Après cette opération, il vit encore près de trois décennies avant de mourir dans son sommeil en février 1997, à l'âge de 91 ans, à son domicile de Sherman Oaks (Los Angeles).

## La technique Meisner
Les techniques inhabituelles de Meisner étaient réputées à la fois pour leur excentrisme et leur efficacité. L'acteur Dennis Longwell écrit qu'il a un jour assisté à un cours de Meisner, au cours duquel l'enseignant avait organisé un exercice avec deux étudiants. Après leur avoir donné une seule réplique, il les avait invités à se tourner et à ne rien faire ni dire jusqu'à ce que quelque chose se produise et les conduise à prononcer les mots (l'un des principes fondamentaux de la technique Meisner). La réplique du premier élève était venue lorsque Meisner s'est approché de lui par derrière et lui avait fortement pincé le dos, l'incitant à sauter et à crier sa réplique dans la douleur. L'autre étudiante avait prononcé la sienne lorsque Meisner avait glissé la main dans son chemisier : la réplique était sortie dans un petit rire alors qu'elle s'éloignait de son contact.
L'objectif de la technique Meisner est souvent décrit comme obligeant les acteurs à « vivre honnêtement dans des circonstances imaginaires ».